# Monument de Mustafa Kemal Atatürk, Bakou
Le monument Mustafa Kemal Atatürk (en azerbaïdjanais: Mustafa Kamal Atatürkün heykəli) est une statue de l'ancien président turc Kemal Atatürk, située dans la capitale de l'Azerbaïdjan, Bakou.

## Description
Le sculpteur de la statue est l'Artiste du peuple de la République d'Azerbaïdjan, Recteur de l'Académie des Arts d'Azerbaïdjan Omar Eldarov.

## Histoire
Le monument a été inauguré le 17 mai 2010 dans un parc à l'intersection des rues Samad Vurgun et Bakikhanov devant l'ambassade de Turquie dans le quartier Nasimi de Bakou. Le président azerbaïdjanais Ilham Aliyev et son épouse Mehriban Aliyeva, puis le président turc Recep Tayyip Erdoğan et son épouse Emine Erdoğan ont assisté à la cérémonie d'ouverture. Une garde d'honneur était alignée dans le parc décoré des drapeaux nationaux de l'Azerbaïdjan et de la Turquie.